# Thilo Ulbert
Thilo Ulbert (* 20. Juni 1939 in Augsburg) ist ein deutscher Christlicher Archäologe.
Nach dem Abitur in Augsburg im Jahr 1959 studierte Thilo Ulbert ab dem Wintersemester 1959/60 an den Universitäten München und Freiburg Christliche Archäologie, Vor- und Frühgeschichte und Klassische Archäologie. Im Jahr 1966 wurde er in Freiburg bei Johannes Kollwitz promoviert.
Von 1967 bis 1968 war er an der Abteilung Madrid des Deutschen Archäologischen Instituts tätig. In dieser Zeit untersuchte und dokumentierte er die Ruinen der frühchristlichen Kirchen von El Germo bei Espiel und Casa Herrera bei Mérida. Von 1969 bis 1971 war er Assistent an der Universität Bochum, von 1971 bis 1974 im Rahmen eines DFG-Projekts an der Universität München (Grabungen in Vranje bei Sevnica und Hrušica, Slowenien). 1975 wurde er an der Universität München für Frühmittelalterliche Archäologie des Mittelmeerraumes habilitiert und 1983 dort zum außerplanmäßigen Professor ernannt.
Ab 1975 war er Referent für Christliche Archäologie bei der Zentrale des Deutschen Archäologischen Instituts und leitete ab 1976 die deutschen Grabungen in Resafa im Norden Syriens. Von 1988 bis 1994 war er Leiter der Station Damaskus des Deutschen Archäologischen Instituts und von 1994 bis zu seiner Pensionierung im Jahr 2004 Direktor der Abteilung Madrid des Deutschen Archäologischen Instituts. Während dieser Zeit führte er von 1997 bis zum Jahr 2000 Ausgrabungen in der frühchristlichen Anlage von Son Fadrinet (Campos, Mallorca) durch. Von 2001 bis 2003 widmete er sich der kompletten Dokumentation der frühchristlichen Basilika von Valdecebadar (Olivenza).
Thilo Ulbert ist der jüngere Bruder des Provinzialrömischen Archäologen Günter Ulbert.

## Veröffentlichungen (Auswahl)
- Studien zur dekorativen Reliefplastik des östlichen Mittelmeerraumes (Schrankenplatten des 4.-10. Jahrhunderts) (= Miscellanea Byzantina Monacensia Bd. 10). Institut für Byzantinistik, München 1969 (= Dissertation).
- mit Peter Petru: Vranje bei Sevnica. Frühchristliche Kirchenanlagen auf dem Ajdovski Gradec. Ljubljana 1975.
- Frühchristliche Basiliken mit Doppelapsiden auf der iberischen Halbinsel. Gebr. Mann, Berlin 1978, ISBN 3-7861-1146-4 (= Habilitationsschrift).
- (Hrsg.): Ad Pirum (Hrušica). Spätrömische Passbefestigung in den Julischen Alpen. Der deutsche Beitrag zu den slowenisch-deutschen Grabungen 1971-1973. Beck, München 1981, ISBN 3-406-07981-4.
- Die Basilika des Heiligen Kreuzes in Resafa-Sergiupolis. (= Resafa Bd. 2). Zabern, Mainz 1986, ISBN 3-8053-0815-9.
- Der kreuzfahrerzeitliche Silberschatz aus Resafa-Sergiupolis. (= Resafa Bd. 3). Zabern, Mainz 1990, ISBN  	3-8053-1061-7.